# Dacia Inferior
Dacia Inferior (117-159) o Dacia Malvensis (159-167) fue una provincia romana desde el año 117 al 167.

## Historia
En 167 formó parte de la provincia de Tres Daciae, que consistía en Dacia Superior (Dacia Apulensis) y Dacia Porolissensis.
La capital de la provincia era Rómula Malva.

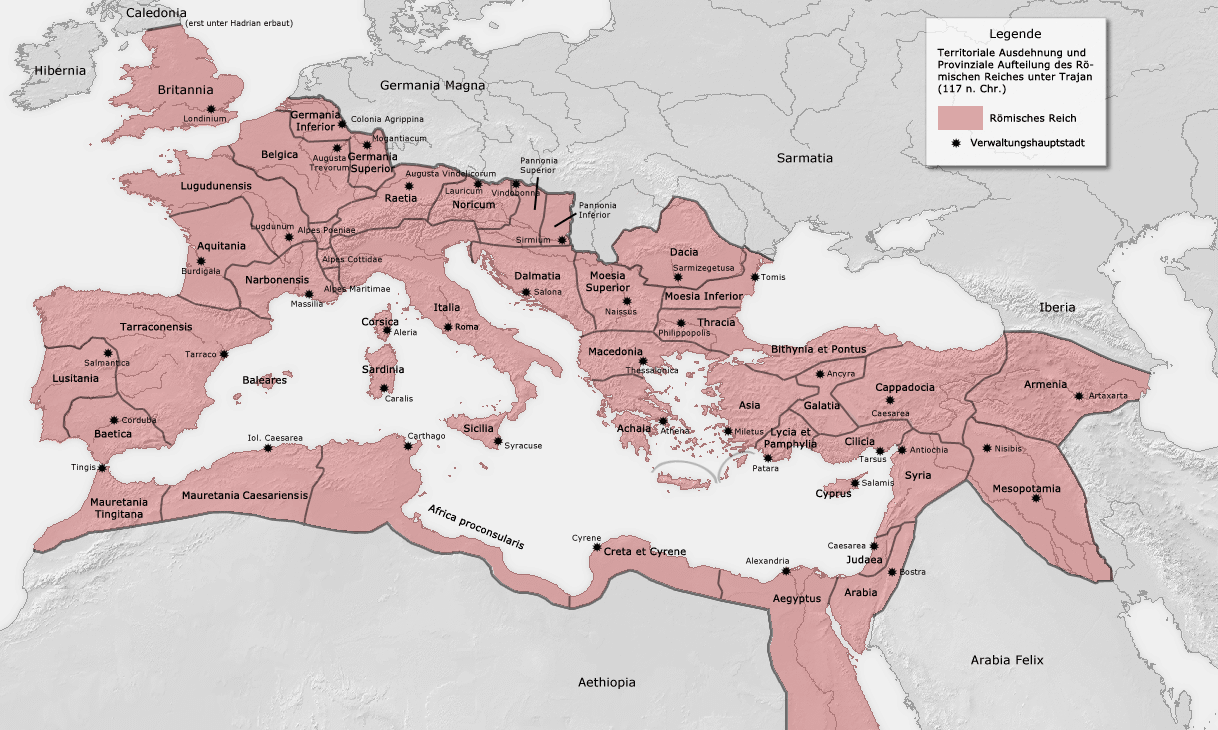
Las provincias en 115 bajo el emperador Trajano

## Ciudades
- Buridava
- Drobeta
- Pelendava
- Rómula Malva
- Rusidava
- Sucidava